# Jan XII (koptyjski patriarcha Aleksandrii)
Jan XII (ur. ?, zm. 5 września 1483) – w latach 1480–1483 93. patriarcha (papież) Koptyjskiego Kościoła Ortodoksyjnego. 